# Unbefleckte Empfängnis Mariä (Einum)

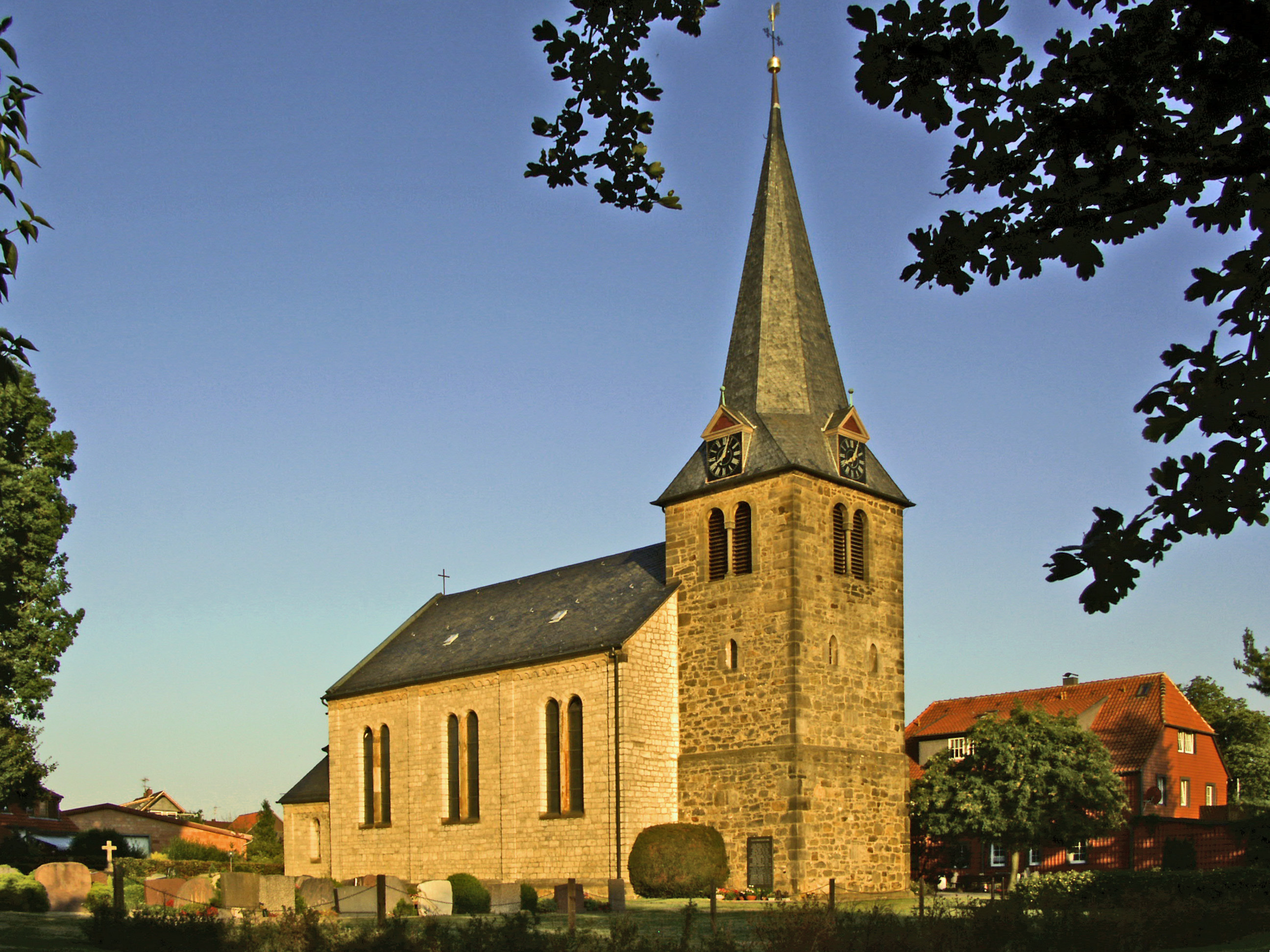
Einum, Unbefleckte Empfängnis Mariä

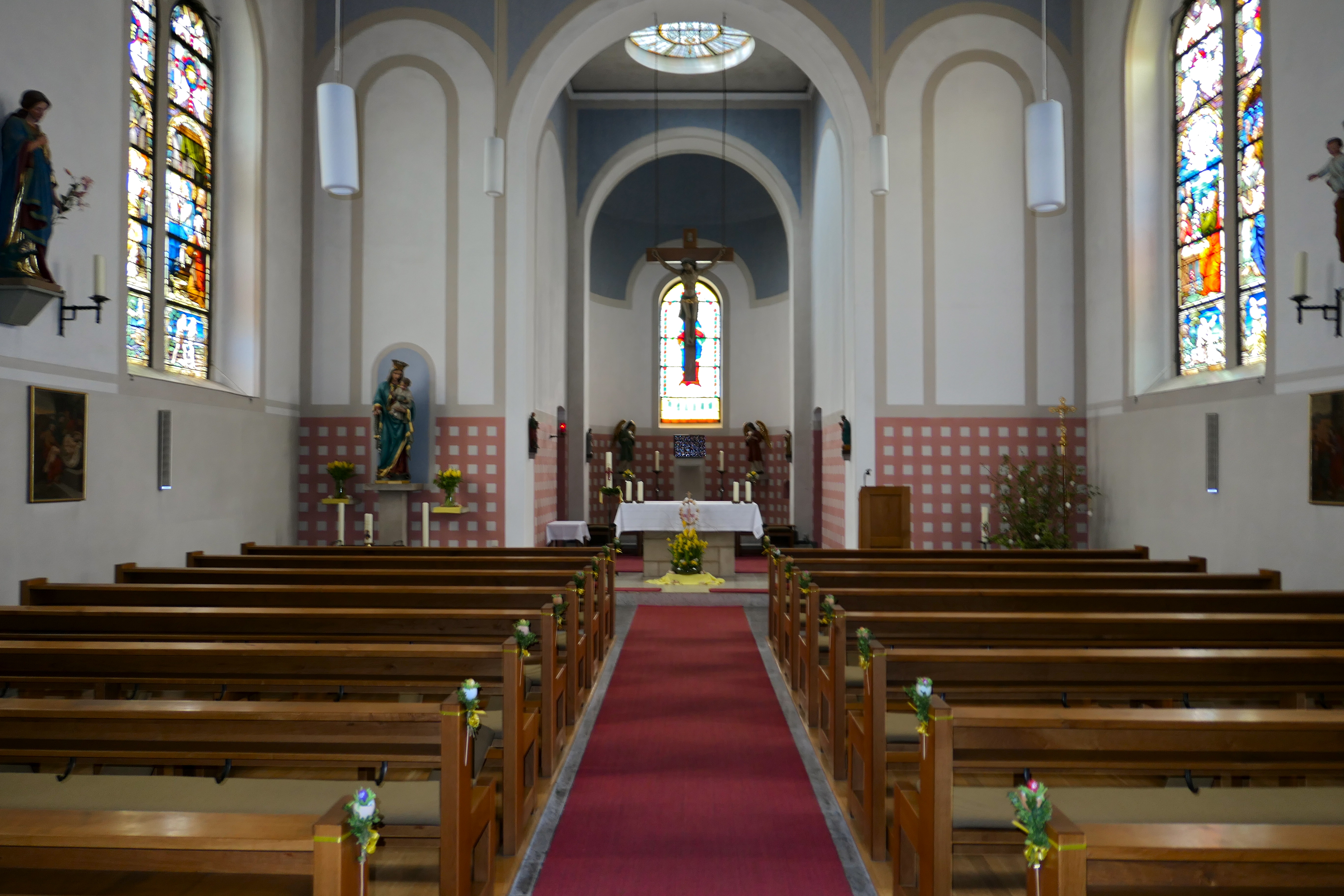
Das Kircheninnere

Unbefleckte Empfängnis Mariä, auch Maria Immaculata genannt, ist die römisch-katholische Kirche im Hildesheimer Ortsteil Einum. Sie gehört heute zur Pfarrgemeinde St. Martin im Dekanat Borsum-Sarstedt des Bistums Hildesheim.

## Geschichte
Eine der ersten gesicherten Nachrichten über Einum stammt aus der Gründungsurkunde des Hildesheimer Godehardikloster im Jahre 1146. Neben diesem hatten u. a. das Andreasstift und das Domkapitel, das im 12. bis 13. Jahrhundert in der Siedlung sogar ein Oboedienz-Gut besaß, Grundbesitz in Einum.
Kirchlich gehörte Einum zur Haupt- und Taufkirche St. Andreas im Archidiakonat Hildesheim. Der Bau der Kapelle im Ort lässt sich urkundlich nicht nachweisen. Die Beisetzung des Ordensgeistlichen Ludovicus Lesse, der um 1350 Seelsorger in Achtum war, in der mittelalterlichen Kapelle ist ein möglicher Hinweis auf das Vorhandensein des Gotteshauses im 14. Jahrhundert. Aus kunsthistorischer Sicht gibt es weitere Indizien, die auf eine Existenz hinweisen. So sollen Teile des heutigen Kirchturmes aus dem Jahre 1325 stammen. Ein ortsansässiger Geistlicher in Einum kann während des Mittelalters nicht bestätigt werden. Die Gemeinde war vielmehr eine Filiale der Parochie in Achtum. Die Pfarrei Achtum hatte sich ihrerseits seit 1195 aus dem Pfarrverband von St. Andreas in Hildesheim lösen können, blieb aber weiterhin im Hildesheimer Bann organisiert. Während die Einumer zum Empfang der Sakramente die Hauptkirche St. Andreas besuchen mussten, wurde der sonntägliche Gottesdienst in der Achtumer Pfarrkirche St. Martin gefeiert. Die seelsorgliche Betreuung in Einum ging ebenfalls von der Achtumer Pfarrei aus, in der besonders Benediktiner und Augustiner-Chorherren aus dem Godehardikloster und dem Sültestift in Hildesheim tätig waren.

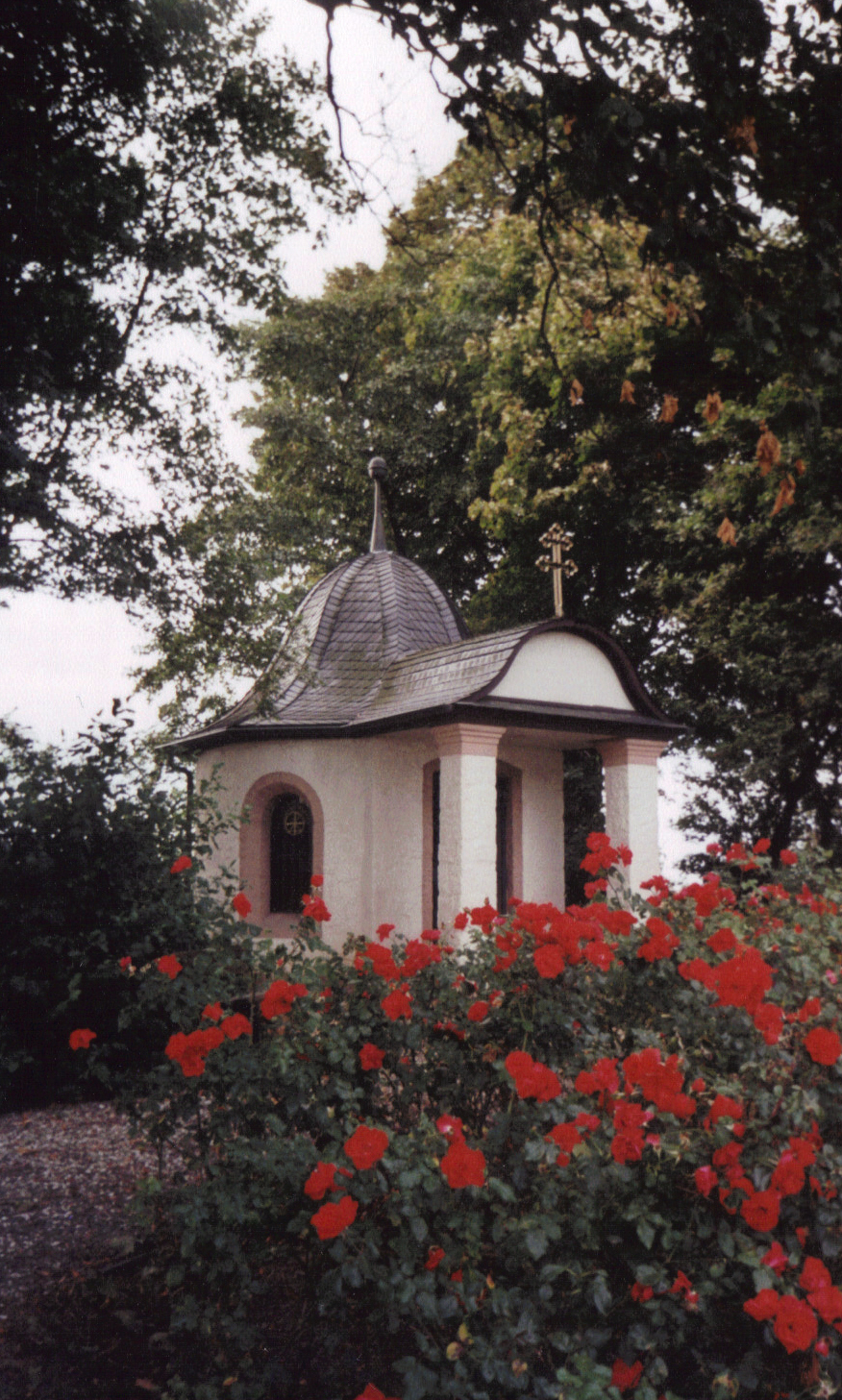
Kapelle "Klus"

Die bestätigte Einrichtung der Muttergotteskapelle der Klus am Ausgang der Ortschaft um 1310 ist kennzeichnend für die Marienverehrung in Einum. Ein Marien-Patrozinium der örtlichen Kapelle bereits im Mittelalter kann daher nicht ausgeschlossen werden.
Mit der Einrichtung der Ämterorganisation im Bistum Hildesheim wurde vom Domkapitel das Amt Einum eingerichtet, das 1427 an die Familie von Harlessem verpfändet war. Ende des 15. Jahrhunderts wurde das Amt Einum in das Amt Steuerwald eingegliedert. Nach der Reformation der ehemaligen Hauptkirche St. Andreas im Jahre 1542 kam auch die „Lehre Martin Luthers“ nach Einum. Darüber hinaus wurde durch Adolf von Holstein, den Bruder des verstorbenen Bischofs Friedrich von Holstein, ab 1557 der Versuch unternommen, in den Pfarreien des Amtes Steuerwald, das an ihn verpfändet war, den evangelischen Glauben einzuführen. Die Erhaltung des katholischen Glaubensbekenntnisses ist nicht zuletzt auf den Archidiakon und Dompropst zurückzuführen, dessen Bann St. Martin in Achtum und somit auch St. Maria in Einum angehörte. Laut Aussage des Achtumer Pfarrers Jodokus Meyeringk im Visitationsprotokoll von 1609 war seine Pfarrei von der Reformation nicht betroffen.
Im Dreißigjährigen Krieg wurde neben einem großen Teil des Dorfes auch die Kapelle beschädigt, die erst um 1660 renoviert werden konnte.
Am 20. Dezember 1859 wurde die Filiale Einum von der Mutterpfarrei Achtum gelöst und zur selbständigen Pfarrei erhoben. Im Jahre 1874 wurde die mittelalterliche Kirche in Einum wegen Baufälligkeit abgerissen. An ihrer stelle entstand unter Beibehaltung des romanischen Turmes die neue Pfarrkirche. Diese wurde am 8. November 1874 der Maria Immaculata geweiht. Von 1864 bis 1869, während des Kulturkampfes, konnte die Pfarrei lediglich durch einen Pfarrverwalter betreut werden.
Mit dem Flüchtlingsstrom gelangten nach dem Zweiten Weltkrieg 374 Heimatvertriebene in das Stiftsdorf Einum. Laut Visitationsbericht von 1954 waren lediglich 70 Flüchtlinge der katholischen Kirche angehörig, während der übrige Teil evangelischen Glaubens war.
Am 1. November 2014 wurde die neue Pfarrgemeinde St. Martin mit Sitz in Achtum errichtet. In diesem Zusammenhang wurde die Einumer Pfarrgemeinde Unbefleckte Empfängnis Mariä aufgehoben und der neuen Kirchengemeinde zugeführt. Unbefleckte Empfängnis Mariä ist seitdem eine Filialkirche von St. Martin.

## Architektur
Die Kirche wurde 1874 im Stil der Neoromanik fertiggestellt. Ein Teil ihres Turmes aus Sandstein stammt aus dem Jahre 1325, während das Kirchenschiff aus Kalkstein erbaut wurde. Im Innern befinden sich ein um das Jahr 1300 angefertigter Taufstein aus Sandstein sowie mehrere Fenster von 1908, die das Leben der Gottesmutter darstellen. Sie ist ebenfalls auf dem Chorfenster von 1874 abgebildet.